# De keerzijde van het vuur
De keerzijde van het vuur is een volksverhaal uit Turkije.

## Het verhaal
Sedat loopt met een bundel hakhout de heuvel op via de straat waarin hij woont, beneden bij de hoofdstraat ligt de zee. Er zal een vuur aangestoken worden in de stapel hout, dennetakken, stapels kranten en karton. Deze straat is beroemd, het vuur is het grootst en brandt het langst. Bewoners nemen deel aan het ritueel van over het vuur springen. Als het vuur wordt aangestoken, juicht het publiek. Mensen springen over het brandende vuur, wat steeds hoger oplaait. Serpil, de zus van Sedat, wordt door een jongen gevraagd om samen te springen. Als Seher Hanim nadert, staat iedereen uit respect op. Ze heeft kruiden meegenomen voor de zieke echtgenoot van haar vrienden, ze maakt medicijnen uit geneeskrachtige kruiden.
De vriendin, de oma van Sedat, moet de kruiden tien minuten koken en het water wordt door een doek gegoten. In het bruine aftreksel wordt water gegoten en er worden compressen op de handen, buik en voeten van de zieke man gelegd. De man wordt rustig en valt in slaap. De vrouwen gaan naar buiten en geven de mensen koekjes, koffie en gebak. Er worden sprookjes, verhalen en moppen verteld en er worden raadsels opgegeven. Een meisje vraagt Seher voor haar in het koffiedik te kijken. Seher schrijft ook amuletten voor en maakt kwade betoveringen ongedaan. Ze geeft droomverklaringen en voorspelt de toekomst. Ze voorspelt Seher een verandering.
Sedat maakt een maquette van een eenverdiepingshuis, het is het huis wat hij later zelf wil bezitten. Hij geeft al zijn geliefden een plek en maakt vier katten van klei. Op straat is het even rustig, maar dan begint de wens-ceremonie en mensen verzamelen zich. Sedats grootmoeder blijft bij haar man, ze zal later gaan om haar wens te doen. Bij de zee doet ieder zijn schoenen uit en mensen lopen het water in. Sedat heeft zijn twee wensen op papier geschreven en bindt dit om een steen. Dan ziet hij plots drie mannen op het water staan, het zijn Hizir Efendi en Ilyas Efendi. Hizir maakt een waterzak los van een koord om zijn middel en geeft deze aan de geknielde man. De zak valt voor hij drinken kan. De oude man pakt de zak, maar deze valt opnieuw. Als de man de zak nogmaals pakt, valt de zak en de man bedekt zijn gezicht met zijn handen. 
Hizir maakt de waterzak weer vast aan het koord om zijn middel en de manmen leggen hun hand op de schouder van de geknielde man. Deze kust beide handen en loopt weg. Sedat heeft de oude man herkent, het is zijn grootvader. De mensen om Sedat heen, hebben niks gezien. Seher Hanim zorgt met haar wijsvinger op haar mond ervoor dat Sedat hierover zwijgt. De grootvader van Sedat is er niet in geslaagd het levenswater dat Hizir Efendi hem aanbood, te drinken. Serpil lijkt op een fee, ze kijkt steeds naar de jongen met wie ze over het vuur gesprongen is. Sedat werpt zijn steen in het water en loopt snel naar huis. Seher volgt hem, ze wil bij hem zijn als hij het slechte nieuws hoort. 
Serpil gooit de steen met het papier, ze wenst haar leven lang te herinneren hoe ze zich deze nacht voelde.

## Achtergronden
- De naam Hidrellez is een samentrekking van de namen Hizir en Ilyas. Het feest wordt gevierd op 6 mei. Men gelooft dat Ilyas Hizir op deze dag ontmoette en het levenswater dronk.
- Het levenswater komt in veel verhalen voor, de fontein des levens of fons vivus is een oudtestamentisch symbool. Zie ook Het water des levens, Elixer, Qi, Eau de vie, Aquavit, Usquebaugh. Baba Jaga zou de beschermster van het levenswater zijn. Ook in de film Dune, Het spook van Bommelstein en Pirates of the Caribbean: At World's End komt levenswater voor.